# Аркадия (пьеса)
«Аркадия» — пьеса Тома Стоппарда (1993). По мнению критиков, одна из самых лучших пьес этого драматурга на английском языке.

## Место и время действия
Действие происходит в одной и той же комнате в английском загородном доме Сидли-парк в Дербишире попеременно в 1809—1812 годах и в девяностые годы XX века. Изыскания двух современных учёных, их отношения переплетаются с жизнями тех, кто обитал в этом же доме 180 годами ранее.

## Действующие лица
1809—1812 годы
- Томасина Каверли: в 1809 году ей 13 лет, дочь лорда и леди Крум. Девочка-подросток развита не по годам. По ходу действия Томасина приходит к пониманию теории хаоса и формирует второй закон термодинамики, задолго до того, как они будут открыты и официально признаны научным сообществом.
- Септимус Ходж: домашний учитель, 22 года, наставник Томасины, однокашник и друг Байрона (лорд Байрон гостит в поместье, но на сцене не появляется, однако его присутствие имеет большое значение в развитии действия).
- Джеллаби: дворецкий в Сидли-парке.
- Эзра Чейтер: посредственный поэт, 31 год, гость лорда и леди Крум.
- Миссис Чейтер: жена Чейтера, на сцене не появляется, но её легкомысленное поведение становится причиной череды конфликтов
- Ричард Ноукс: ландшафтный архитектор леди Крум. В течение пьесы он работает над переделкой классического, подобного Аркадии пейзажа Сидли-парка в модный готический парк.
- Леди Крум: мать Томасины, около 35 лет, властная хозяйка поместья. Вторая леди Крум, мать Хлои в части действия, относящейся к настоящему времени, не появляется на сцене.
- Капитан Брайс: офицер Королевского флота, брат леди Крум, матери Томасины. Влюблён в миссис Чейтер. Вместе с Чейтерами уезжает в Вест-Индию. Женится на миссис Чейтер после смерти её мужа
- Огастес Каверли: младший брат Томасины, появляется в нескольких сценах. Роль Огастаса и Гаса, брата Хлои, играет один и тот же актёр.

Наши дни
- Ханна Джарвис: автор популярной книги о любовнице Байрона леди Каролине Лэм, около сорока лет. Пытается разыскать информацию об отшельнике Сидли-парка, жившем в хижине в начале XIX века.
- Хлоя Каверли: 18 лет, дочь современной леди Крум.
- Бернард Найтингейл (в русской версии — Соллоуэй): профессор. Надеется привлечь Ханну к работе над своей теорией о неизвестной дуэли Байрона. Игнорирует поиск дальнейшего доказательства его теорий, и, надеясь на то, что станет автором сенсации, объявляет по телевизору, что Байрон убил Эзру Чейтера в поединке. В конце пьесы Ханна доказывает его неправоту — к его немалому огорчению.
- Валентайн Каверли: математик, аспирант. Старший брат Хлои. Изучив старинные документы, приходит к выводу о гениальности Томасины.
- Гас Каверли: младший брат Хлои и Валентайна, пятнадцать лет. Не разговаривает с пятилетнего возраста. Гас помогает открыть несколько важных фактов из прошлого и помогает соединить ключевые моменты в пьесе. Гаса и Огастеса играет один актёр.

## Содержание

### Действие первое

#### Сцена первая
10 апреля 1809 года, гостиная Сидли-парка. Идёт урок дочери хозяев поместья Томасины с её учителем Септимусом Ходжем, другом Байрона, который в это время гостит в Сидли-парке. Томасина случайно услышала о состоявшемся накануне любовном свидании миссис Чейтер и пытается выяснить у Ходжа значение выражения «карнальные объятия». Ходж, (именно с ним встречалась в бельведере миссис Чейтер), пытаясь отвлечь Томасину, даёт ей задание доказать Великую теорему Ферма, а сам погружается в чтение «Кушетки Эроса» — книги Эзры Чейтера. Томасина рассуждает о ложке варенья в рисовом пудинге, которая выводит её к теме детерминизма. Занятия прерываются с появлением Эзры Чейтера, намеревающегося вызывать на дуэль Септимуса Ходжа, уличённого в связи с миссис Чейтер. Септимус разряжает ситуацию, расхваливая «Кушетку Эроса», Чейтер польщён, забывает о дуэли и делает дарственную надпись на экземпляре книги Ходжа. Чейтер не догадывается, что Септимус раскритиковал его предыдущую книгу The Maid of Turkey. Появляются ландшафтный архитектор Ноукс, чуть позже — капитан Брайс и леди Крум. Все принимают участие в обсуждении перепланировки сада поместья, предложенной Ноуксом. Томасина рисует на одном из эскизов отшельника у уединённой хижины-«эрмитажа», похожего на Иоанна Крестителя, и передаёт Ходжу записку от миссис Чейтер.

#### Сцена вторая
Действие переносится в наши дни. В поместье приезжает профессор Бернард Найтингейл. Бернард считает, что Байрон в 1809 году убил на дуэли Эзру Чейтера. Он встречается с Ханной Джарвис, занятой историческими исследованиями в поместье. Цель Бернарда — найти подтверждение своей гипотезы, он рассчитывает на помощь Ханны, но скрывает своё настоящее имя, так как раскритиковал в прессе её книгу о Каролине Лэм. В конечном счёте Бернард признаёт, что он тот самый профессор Найтингейл — автор отрицательного отзыва о книге Ханны. Однако Ханна соглашается помочь ему в поисках материалов. Бернард отмечает, что имя поэта Чейтера не упоминается после 1809 года, единственный другой известный Эзра Чейтер — ботаник.

#### Сцена третья
11 апреля 1809 года. Томасина переводит с латыни, но отклоняется от темы урока и сообщает, что совершила открытие: природу можно описать с помощью математических уравнений. Септимус пытается продолжить урок, однако Томасина сожалеет об утрате Александрийской библиотеки, и знаний, заключённых в её книгах. Септимус же возражает ей, что не стоит оплакивать то, что в конечном счёте несомненно будет снова обретено. Занятия снова прерваны появлением Чейтера: за завтраком он узнал от Байрона, что именно Септимус написал отрицательную рецензию на его книгу. Чейтер вызывает Септимуса на дуэль, капитан Брайс становится секундантом поэта.

#### Сцена четвёртая
Действие возвращается в наши дни. Ханна читает Валентайну запись Томасины, сделанную на полях учебника, об открытии «Новейшей геометрии неправильных форм Томасины Каверли», с помощью которой можно описать все явления природы. Валентайн приходит к выводу, что Томасина, опередив своё время, использовала метод итераций, в своих собственных исследованиях он также пользуется им.

### Действие второе

#### Сцена пятая
Бернард излагает Ханне, Валентайну и Хлое свою версию о дуэли Байрона и Чейтера. Ханна и Валентайн сомневаются в правдивости его выводов. Бернард возмущён, он уходит, твёрдо решив обнародовать своё открытие и сотворить сенсацию. Тем временем Ханна устанавливает, что отшельником Сидли-парка, который был одержим математическими расчётами и предсказал в будущем «мир без жизни и света», на самом деле — домашний учитель Септимус Ходж.

#### Сцена шестая
В ней выясняется, что дуэль Чейтера и Ходжа так и не произошла. Супруги Чейтер поспешно отбыли в Вест-Индию вместе с капитаном Брайсом. Эзра Чейтер отправляется в экспедицию как ботаник. Чейтеры покинули Сидли-парк после того, как леди Крум ночью застала миссис Чейтер в комнате Байрона. Байрон также покидает поместье. Септимус встречает леди Крум. Она прочитала два его письма, написанные перед предполагаемой дуэлью, Септимус оставил их на тот случай, если будет убит Чейтером. Одно письмо, любовное, адресовано леди Крум, второе — Томасине по поводу её рассуждений о ложке варенья в рисовом пудинге. Леди Крум назначает Септимусу свидание.

#### Сцена седьмая
Действие происходит одновременно в 1812 году и в наше время. На сцене находятся действующие лица из двух веков, их реплики перемешиваются, кроме того, персонажи из наших дней одеты в костюмы XIX века. Хлоя читает газетную статью, посвящённую гипотезе Бернарда. Далее следует её диалог о детерминизме с Валентайном, который продолжает ранее состоявшуюся беседу Септимуса и Томасины. В своих расчетах на компьютере Валентайн пробует метод Томасины. Валентайн вспоминает, что в начале XIX века в поместье произошёл несчастный случай: накануне своего семнадцатилетия в огне погибла девушка. Только сейчас он понимает, что это была Томасина.

## Название пьесы
Название пьесы и её лейтмотив — сокращение от первоначального: Et in Arcadia ego (Аркадия — страна идиллического счастья). Фраза чаще всего интерпретируется как напоминание о неизбежности смерти. Она объясняется как «Я [смерть] тоже нахожусь в Аркадии» или «И (даже) в Аркадии я [смерть] (есть)», однако её смысл до сих пор не разгадан и является предметом дискуссий. Наиболее известно олицетворение этой фразы в картинах Никола Пуссена из жизни аркадских пастухов. По мнению Э. Панофского, они являются осмыслением конечности бытия, смириться с которым приходится даже жителям Аркадии — края вечного блаженства.
Обсуждая виды своего парка, леди Крум употребляет фразу в значении «здесь я нахожусь в Аркадии». Томасина отвечает: «Да, мама, если бы у Вас было так», намекая, что леди Крум ошибается. Хотя в самой пьесе есть лишь краткие отсылки к её названию, фраза предвещает судьбу двух главных героев: раннюю смерть Томасины и отшельничество Септимуса. Первоначально Стоппард хотел сделать эту связь более явной, вынеся в заглавие полный вариант фразы, но, по соображениям коммерческого характера, оставил сокращённое название.
Более очевидно название пьесы отсылает к пасторали, как идеальной природе: одной из тем пьесы является противопоставление природной естественности и правильной искусственной геометрической формы. Так, ландшафтный архитектор Ноукс склоняет леди Крум произвести изменения в регулярном парке и превратить его в парк пейзажный.

## Художественные особенности
«Аркадия» одна из «зрелых» драм Стоппарда, в которых тональность действия сменяется с «комической» на «серьёзную». Элементы комедии теперь используются для разрядки, снятия нарастающего драматического напряжения. В пьесах Стоппарда 1980-х — начала 1990-х также появляется новый мотив — познание. Темы, которые поднимаются в них — «божественное, время и пространство, определение реальности и „кажимого“, мир и война, свобода и несвобода, национальное самосознание, а также любовь, женщина, семья, творчество» — с учётом опыта, обретённого автором на жизненном пути. Для «Аркадии» характерны также (как и для других «зрелых» пьес Стоппарда) развитие идей и образов, намеченных в ранних произведениях — «аллюзии на собственные произведения» (Беляева).

## Постановки
Премьера «Аркадии» состоялась в Королевском национальном театре Великобритании 13 апреля 1993 года. Роли исполняли:
- Руфус Сьюэлл — Септимус Ходж
- Фелисити Кендалл — Ханна Джарвис
- Билл Найи — Бернард Найтингейл
- Эмма Филдинг — Томасина Коверли
- Гарриет Уолтер — леди Крум
- Сэмюэл Уэст — Валентайн Коверли

## Награды и номинации
Награды
- 1994 — Премия Лоренса Оливье в номинации «Лучшая новая драма»

Номинации
- 1995 — Драма Деск в номинации for Outstanding Play
- 1995 — Тони в номинации «Лучшая пьеса»